# Oxígeno Tour
Oxígeno Tour fue la decimocuarta gira de conciertos de la cantante española Malú, enmarcado dentro de la promoción de su disco Oxígeno.
El tour finalizó en enero de 2019, tras anunciar la cancelación de las primeras fechas confirmadas entre marzo y septiembre del mismo año. Dicha cancelación fue provocada por la operación que debió afrontar la artista por la rotura de ligamentos sufrida en los ensayos del tour en octubre.

## Repertorio
El concierto, que rondaba las 2 horas de duración, se estructuraba en 5 partes, siendo un total de 26 las canciones que la cantante interpreta en esta gira. La diferencia entre las partes está marcada por cambios de vestuario, la interacción de Malú con el público o los ya tradicionales bises.
Parte I:
1. Intro + 'Lejos de ti'
2. 'Me fui'
3. 'Contradicción'
4. 'Me quedó grande tu amor' + Bienvenida

Parte II:
1. 'Deshazte de mi'
2. 'Cenizas'
3. 'Desprevenida' + Cambio de vestuario
4. 'Ciudad de Papel' + Cambio de vestuario

Parte III:
1. 'Encadenada a ti'
2. 'Caos'
3. Presentación + 'Todos los secretos'
4. 'Llueve alegría'
5. 'Quiero' + Cambio de vestuario

Parte IV:
1. 'Oye' + 'Ángel caído' + 'Devuélveme la vida'
2. 'Toda'
3. Percusión + 'Que nadie'
4. 'Ahora tú'
5. 'Vuelvo a verte'
6. 'Invisible'
7. 'No voy a cambiar' + Presentación de la banda
8. 'A prueba de ti' + Despedida

Parte V:
1. Presentación + 'Aprendiz'
2. 'Blanco y negro' + Despedida
3. 'Como una flor' + Cierre

## Fechas
La única etapa de la gira empezó el 9 de noviembre en Málaga y finalizó el 4 de enero en Logroño. Malú tuvo que posponer su inicio, previsto en principio para el 19 de octubre, por una caída que sufrió durante los ensayos generales de la gira y a raíz de la que sufrió una rotura de ligamentos.
La segunda parte de la gira, durante el año 2019, contaba con fechas en México, Argentina, Chile y España. Sin embargo, esta fue cancelada por los problemas de salud de la artista.
| Fecha                   | Ciudad    | País   | Recinto                             |
| ----------------------- | --------- | ------ | ----------------------------------- |
| 9 de noviembre de 2018  | Málaga    | España | Palacio de Deportes Martín Carpena  |
| 10 de noviembre de 2018 | Valencia  | España | Plaza de Toros de Valencia          |
| 16 de noviembre de 2018 | Murcia    | España | Plaza de Toros de Murcia            |
| 17 de noviembre de 2018 | Bilbao    | España | Bilbao Arena Miribilla              |
| 23 de noviembre de 2018 | Barcelona | España | Palau Sant Jordi                    |
| 24 de noviembre de 2018 | Zaragoza  | España | Pabellón Príncipe Felipe            |
| 1 de diciembre de 2018  | La Coruña | España | Coliseum da Coruña                  |
| 8 de diciembre de 2018  | Sevilla   | España | Palacio de Congresos Fibes          |
| 14 de diciembre de 2018 | Madrid    | España | WiZink Center                       |
| 15 de diciembre de 2018 | Madrid    | España | WiZink Center                       |
| 4 de enero de 2019      | Logroño   | España | Palacio de los Deportes de La Rioja |

### Aclaraciones adicionales
1. El espectáculo del 4 de enero de 2019 en Logroño forma parte del Festival Actual 2019.[6]

## Conciertos no celebrados
A continuación se pueden ver los conciertos no celebrados de la gira, con la correspondiente razón.
| Fecha                    | Ciudad           | País      | Recinto                            | Estado                         | Motivo                            |
| ------------------------ | ---------------- | --------- | ---------------------------------- | ------------------------------ | --------------------------------- |
| 19 de octubre de 2018    | Málaga           | España    | Palacio de Deportes Martín Carpena | Reprogramado (9 de noviembre)  | Rotura de ligamentos              |
| 27 de octubre de 2018    | Murcia           | España    | Plaza de Toros de Murcia           | Reprogramado (16 de noviembre) | Rotura de ligamentos              |
| 1 de noviembre de 2018   | Barcelona        | España    | Palau Sant Jordi                   | Reprogramado (23 de noviembre) | Rotura de ligamentos              |
| 3 de marzo de 2019       | Ciudad de México | México    | Lunario del Auditorio Nacional     | Cancelado                      | Operación de rotura de ligamentos |
| 6 de marzo de 2019       | Santiago         | Chile     | Teatro Teletón                     | Cancelado                      | Operación de rotura de ligamentos |
| 8 de marzo de 2019       | Córdoba          | Argentina | Quality Espacio                    | Cancelado                      | Operación de rotura de ligamentos |
| 9 de marzo de 2019       | Buenos Aires     | Argentina | Teatro Gran Rex                    | Cancelado                      | Operación de rotura de ligamentos |
| 5 de abril de 2019       | Las Palmas       | España    | Gran Canaria Arena                 | Cancelado                      | Operación de rotura de ligamentos |
| 6 de abril de 2019       | Santa Cruz       | España    | Pabellón Santiago Martín           | Cancelado                      | Operación de rotura de ligamentos |
| 25 de mayo de 2019       | Alicante         | España    | Plaza de Toros de Alicante         | Cancelado                      | Operación de rotura de ligamentos |
| 22 de junio de 2019      | Sevilla          | España    | Auditorio Rocío Jurado             | Cancelado                      | Operación de rotura de ligamentos |
| 29 de junio de 2019      | Pamplona         | España    | Navarra Arena                      | Cancelado                      | Operación de rotura de ligamentos |
| 19 de julio de 2019      | Gijón            | España    | Recinto Gijón Life                 | Cancelado                      | Operación de rotura de ligamentos |
| 27 de julio de 2019      | Sitges           | España    | Auditori Jardins de Terramar       | Cancelado                      | Operación de rotura de ligamentos |
| 23 de agosto de 2019     | Chiclana         | España    | Poblado de Sancti Petri            | Cancelado                      | Operación de rotura de ligamentos |
| 24 de agosto de 2019     | Marbella         | España    | Auditorio Cantera de Nagüeles      | Cancelado                      | Operación de rotura de ligamentos |
| 20 de septiembre de 2019 | Mérida           | España    | Teatro Romano de Mérida            | Cancelado                      | Operación de rotura de ligamentos |
| 21 de septiembre de 2019 | Córdoba          | España    | Plaza de Toros                     | Cancelado                      | Operación de rotura de ligamentos |

### Aclaraciones adicionales
1. Los espectáculos del 5 y 6 de abril de 2019 en Las Palmas y Santa Cruz de Tenerife hubieran formado parte del Festival Mar Abierto 2019.[8]
2. El espectáculo del 19 de julio de 2019 en Gijón hubiera formado parte del Festival Gijón Life 2019.[9]
3. El espectáculo del 27 de julio de 2019 en Sitges hubiera formado parte del Festival Jardins de Terramar 2019.[10]
4. El espectáculo del 23 de agosto de 2019 en Chiclana de la Frontera hubiera formado parte del Concert Music Festival 2019.[11]
5. El espectáculo del 24 de agosto de 2019 en Marbella hubiera formado parte del Starlite Festival 2019.[12]
6. El espectáculo del 20 de septiembre de 2019 en Mérida hubiera formado parte del Stone & Music Festival 2019 de Mérida.[13]

## Gira promocional
La cantante actuó en algunos macroeventos para dar a conocer sus nuevos temas.
| Fecha                  | Ciudad                 | País   | Lugar                                      | Motivo                   |
| ---------------------- | ---------------------- | ------ | ------------------------------------------ | ------------------------ |
| 2 de noviembre de 2018 | Madrid                 | España | WiZink Center                              | LOS40 Music Awards 2018  |
| 14 de marzo de 2019    | Santa Cruz de Tenerife | España | Centro Internacional de Ferias y Congresos | Premios Cadena Dial 2019 |